# Campeonato Uruguaio de Futebol de 1977
O Campeonato Uruguaio de Futebol de 1977 foi a 46ª edição da era profissional do Campeonato Uruguaio. O torneio consistiu em uma competição com dois turnos, no sistema de todos contra todos. O campeão foi o Nacional.

## Classificação[2]
| Pos | Equipe               | Pts | J  | V  | E  | D  | GP | GC | SG  |
| --- | -------------------- | --- | -- | -- | -- | -- | -- | -- | --- |
| 1   | Nacional             | 36  | 22 | 16 | 4  | 2  | 54 | 19 | 35  |
| 2   | Peñarol              | 35  | 22 | 14 | 7  | 1  | 47 | 19 | 28  |
| 3   | Defensor             | 30  | 22 | 11 | 8  | 3  | 31 | 19 | 12  |
| 4   | Danubio              | 25  | 22 | 8  | 9  | 5  | 28 | 22 | 6   |
| 5   | Rentistas            | 21  | 22 | 6  | 9  | 7  | 26 | 27 | -1  |
| 6   | Bella Vista          | 20  | 22 | 5  | 10 | 7  | 27 | 27 | 0   |
| 7   | Montevideo Wanderers | 20  | 22 | 6  | 8  | 8  | 24 | 30 | -6  |
| 8   | Liverpool            | 19  | 22 | 5  | 9  | 8  | 21 | 27 | -6  |
| 9   | Sud América          | 17  | 22 | 6  | 5  | 11 | 19 | 32 | -13 |
| 10  | Cerro                | 15  | 22 | 5  | 5  | 12 | 23 | 40 | -17 |
| 11  | River Plate          | 14  | 22 | 5  | 4  | 13 | 17 | 34 | -17 |
| 12  | Huracán Buceo        | 12  | 22 | 2  | 8  | 12 | 18 | 39 | -21 |

|  | Campeão uruguaio e classificado à Liguilla Pré-Libertadores. |
|  | Classificados à Liguilla Pré-Libertadores.                   |
|  | Rebaixado à Segunda Divisão.                                 |

Promovido para a próxima temporada: Fénix.

## Liguilla Pré-Libertadores da América
A Liguilla Pré-Libertadores da América de 1977 foi a 4ª edição da história da Liguilla Pré-Libertadores, competição disputada entre as temporadas de 1974 e 2008–09, a fim de definir quais seriam os clubes representantes do futebol uruguaio nas competições da CONMEBOL. O torneio de 1977 consistiu em uma competição com um turno, no sistema de todos contra todos. O vencedor foi o Peñarol, que obteve seu 3º título da Liguilla.

### Classificação da Liguilla
| Pos | Equipe               | Pts | J | V | E | D | GP | GC | SG |
| --- | -------------------- | --- | - | - | - | - | -- | -- | -- |
| 1º  | Peñarol              | 9   | 5 | 4 | 1 | 0 | 9  | 1  | 8  |
| 2º  | Danubio              | 7   | 5 | 2 | 3 | 0 | 4  | 2  | 2  |
| 3º  | Montevideo Wanderers | 6   | 5 | 2 | 2 | 1 | 4  | 5  | -1 |
| 4º  | Nacional             | 4   | 5 | 1 | 2 | 2 | 4  | 5  | -1 |
| 5º  | Liverpool            | 2   | 5 | 1 | 0 | 4 | 4  | 7  | -3 |
| 6º  | Defensor             | 2   | 5 | 0 | 2 | 3 | 0  | 5  | -5 |

|  | Campeão da Liguilla e classificado à Libertadores de 1978.   |
|  | Disputam o playoff pela segunda vaga à Libertadores de 1978. |

### Playoffpela segunda vaga
| {{{data}}} | Danubio | 1 – 0  | Nacional |  |
|            |         | data = |          |  |

Danubio classificado à Copa Libertadores da América de 1978.

## Premiação
| Campeonato Uruguaio de 1977   |
| ----------------------------- |
| Nacional Campeão (32º título) |